# Vincenzo Latronico

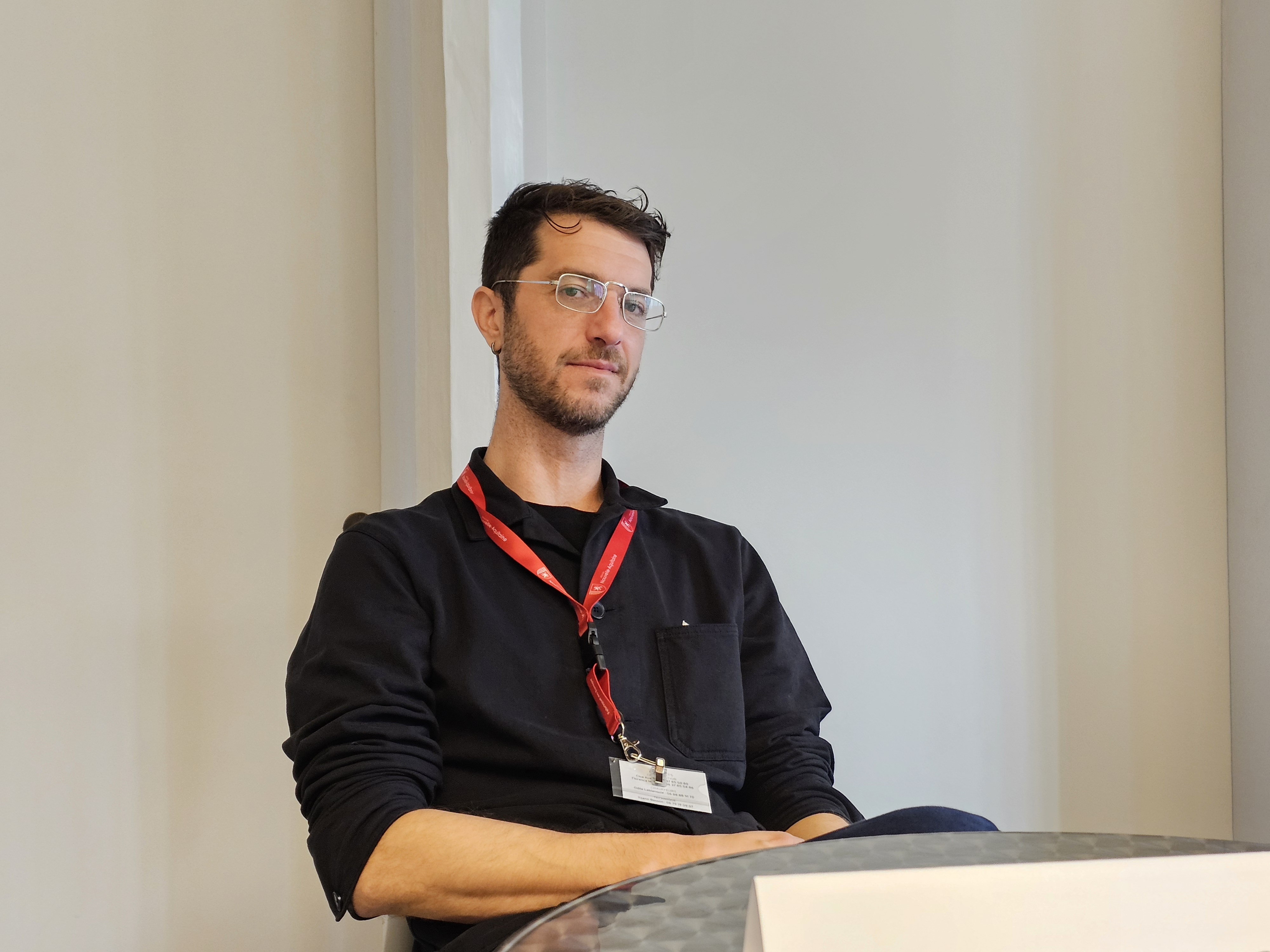
Vincenzo Latronico nel 2023

Vincenzo Latronico (Roma, 1984) è uno scrittore e traduttore italiano.

## Biografia
Nato a Roma, si è laureato in Filosofia all'Università degli Studi di Milano con Paolo Valore discutendo una tesi sugli argomenti ontologici a sostegno dell'esistenza di Dio. 
Nel 2008 ha pubblicato il romanzo d'esordio Ginnastica e Rivoluzione (Bompiani), cui sono seguiti La cospirazione delle colombe (Bompiani 2011), La mentalità dell'alveare (Bompiani 2013), Narciso nelle colonie (Quodlibet 2013), Le perfezioni (Bompiani 2022) e La chiave di Berlino (Einaudi 2023). I suoi romanzi sono tradotti in oltre venti Paesi, e nel 2025 è stato finalista all'International Booker Prize.
Ha lavorato come traduttore a opere di P. G. Wodehouse, Hanif Kureishi (con Ivan Cotroneo), Max Beerbohm, Francis Scott Fitzgerald, Isaac Asimov, George Orwell, Jeff VanderMeer e Alexandre Dumas.
Collabora con il settimanale Internazionale.

## Curiosità
- Latronico è uno dei protagonisti del romanzo dello scrittore portoghese João Tordo Il buon inverno, edito da Cavallo di Ferro nel 2011. Lo scrittore, che nella storia è dipinto come arrogante e malefico, si è difeso sulle pagine della rivista letteraria "Doppiozero" raccontando l'accaduto[1].

## Opere
- Ginnastica e Rivoluzione, Bompiani, 2008.
- Linee guida sulla ferocia in Working for Paradise, Bompiani, 2009.
- La cospirazione delle colombe, Bompiani, 2011.
- Remedies to the absence of Reiner Ruthenbeck, Archive Books, 2011.
- Criticism as fiction?, Kaleidoscope press, 2011.
- Narciso nelle colonie (con Armin Linke), Quodlibet Humboldt, 2011.
- La mentalità dell'alveare, Bompiani, 2013.
- Le perfezioni, Bompiani, 2022[2].
- La chiave di Berlino, Einaudi, 2023

### Traduzioni
- Hanif Kureishi, Il corpo e sette racconti, Milano, Bompiani, 2003.
- Maxence Fermine, Billard Blues, Milano, Bompiani, 2004.
- Maxence Fermine, Tango Masai. L'ultimo sultano, Milano, Bompiani, 2006.
- Francis Scott Fitzgerald, Tenera è la notte, Roma, Minimux fax, 2013.
- Donald Barthelme, La vita di città, Roma, Minimum fax, 2013. - in Racconti, Minimum fax, 2022.
- Katie Kitamura, Knock-out, Milano, Isbn Edizioni, 2014.
- Adelle Waldman, Amori e disamori di Nathaniel P., Torino, Einaudi, 2015.
- Donald Barhelme, Dilettanti, Roma, Minimum fax, 2015. - in Racconti, Minimum fax, 2022.
- Stephen Witt, Free, Torino, Einaudi, 2016.
- H.G. Wells, La guerra dei mondi, Roma, Minimum fax, 2016.
- George Gissing, Le donne di troppo, Milano, La Tartaruga, 2017.
- Francis Scott Fitzgerald, Per te morireri e altri racconti, Milano, Rizzoli, 2017.
- Hans Ulrich Olbrist, Vite degli artisti, vite degli architetti, Novara, UTET, 2017.
- Jeff Vandermeer, Borne, Torino, Einaudi, 2018.
- Ellen Ullman, Accanto alla macchina. La mia vita nella Silicon Valley, Roma, Minimum fax, 2018.
- Oscar Wilde, Il ritratto di Dorian Gray, Collana I Classici, Milano-Firenze, Bompiani, 2018, ISBN 978-88-452-9737-3. - Collana Classici Collection, Firenze, Giunti, 2024; illustrazioni di Benjamin Lacombe, Milano, Ippocampo, 2024, ISBN 978-88-672-2870-6.
- Alexandre Dumas, Il conte di Montecristo, Collana I Classici, Milano-Firenze, Bompiani, 2019, ISBN 978-88-301-0019-0.
- George Orwell, La fattoria degli animali, Collana Classici Contemporanei, Milano-Firenze, Bompiani, 2021, ISBN 978-88-301-0488-4. Firenze, Giunti-Barbèra, 2021; Demetra, 2022.
- George Orwell, Millenovecentoottantaquattro, Collana Classici Contemporanei, Milano-Firenze, Bompiani, 2021, ISBN 978-88-301-0487-7. - Firenze, Giunti-Barbèra, 2021.
- Isaac Asimov, Io, robot, Collana Oscar Moderni. Cult, Milano, Mondadori, 2021, ISBN 978-88-047-3511-3.
- George Orwell, Omaggio alla Catalogna, Collana Classici Contemporanei, Milano-Firenze, Bompiani, 2022, ISBN 978-88-301-1834-8.
- Jeff Vandermeer, Colibrí salamandra, Torino, Einaudi, 2022.
- Elvia Wilk, Narrazioni dell'estinzione, Add Editore, 2023.
- Isaac Asimov, Cronache della Galassia, vol. I [della Trilogia della Fondazione], Collana Oscar Cult, Milano, Mondadori, 2023.
- Isaac Asimov, Il crollo della Galassia centrale, vol. II [della Trilogia della Fondazione], Collana Oscar Cult, Milano, Mondadori, 2023.
- Isaac Asimov, L'altra faccia della spirale, vol. III [della Trilogia della Fondazione], Collana Oscar Cult, Milano, Mondadori, 2023.

## Riconoscimenti
Con Ginnastica e Rivoluzione:
- Vincitore Premio Giuseppe Berto - Opera Prima 2008[3]
- Vincitore Premio Vailate - Alberico Sala 2008
- Selezione Premio Città di Milano 2009
- Rappresentante italiano all'European First Novel Festival 2009 di Budapest

Con La cospirazione delle colombe:
- Vincitore Premio Bergamo 2012[4]
- Vincitore Premio Napoli 2012[5]
- Finalista Premio Comisso 2012[6]

Con Le perfezioni:
- Vincitore Premio Mondello 2022[7]
- Dozzina Premio Strega 2023[8]
- Shortlist International Booker Prize 2025[9]